# 古城镇 (山阴县)
古城镇，是中华人民共和国山西省朔州市山阴县下辖的一个乡镇级行政单位。

## 行政区划
古城镇下辖以下地区：
古城村、四里庄村、王庄村、胡町村、上河西村、西盐池村、南盐池村、快乐村、芦岭村、安居坊村、洪济屯村、小圪塔村、马梁村、杨村、西小河村、东小河村、中小河村、东辛庄村、北盐池村、李珠庄村、后射躲村、前射躲村、羊圈头村、羊圈铺村、前皇台村和后皇台村。